# Jakub Jan Ryba
Jakub Jan Ryba, född 26 oktober 1765, död 8 april 1815, var en tjeckisk kompositör. Tjeckisk julmässa från 1796 är hans mest kända komposition.
Ryba hittades 1815 död i en skog. Han hade begått självmord med en rakkniv och hade Seneca den yngres essä De tranquilitate animi med sig. Ryba hade lidit av en kronisk brist på pengar och av sina överordnades motvilja.
Asteroiden 2523 Ryba är uppkallad efter honom.